# Distretti congressuali della Georgia

Distretti congressuali della Georgia

Lo stato della Georgia è diviso in 14 distretti congressuali, ognuno rappresentato da un rappresentante alla Camera dei rappresentanti degli Stati Uniti.
I distretti sono attualmente rappresentati al 119º Congresso degli Stati Uniti d'America da 9 repubblicani e da 5 democratici.

## Distretti e rispettivi rappresentanti
| Distretto | Rappresentante         | Partito      | CPVI | In carica dal  | Mappa del distretto |
| --------- | ---------------------- | ------------ | ---- | -------------- | ------------------- |
| 1°        | Buddy Carter           | Repubblicano | R+8  | 3 gennaio 2015 |                     |
| 2°        | Sanford Bishop         | Democratico  | D+4  | 3 gennaio 1993 |                     |
| 3°        | Brian Jack             | Repubblicano | R+15 | 3 gennaio 2025 |                     |
| 4°        | Hank Johnson           | Democratico  | D+27 | 3 gennaio 2007 |                     |
| 5°        | Nikema Williams        | Democratico  | D+36 | 3 gennaio 2021 |                     |
| 6°        | Rich McCormick         | Repubblicano | R+25 | 3 gennaio 2023 |                     |
| 7°        | Lucy McBath            | Democratico  | D+11 | 3 gennaio 2019 |                     |
| 8°        | Austin Scott           | Repubblicano | R+15 | 3 gennaio 2011 |                     |
| 9°        | Andrew Clyde           | Repubblicano | R+17 | 3 gennaio 2021 |                     |
| 10°       | Mike Collins           | Repubblicano | R+11 | 3 gennaio 2023 |                     |
| 11°       | Barry Loudermilk       | Repubblicano | R+12 | 3 gennaio 2015 |                     |
| 12°       | Rick Allen             | Repubblicano | R+7  | 3 gennaio 2015 |                     |
| 13°       | David Scott            | Democratico  | D+21 | 3 gennaio 2003 |                     |
| 14°       | Marjorie Taylor Greene | Repubblicano | R+19 | 3 gennaio 2021 |                     |

## Cronologia delle configurazioni
Le tabelle riportano le mappe dei confini dei distretti congressuali dello stato della Georgia, presentati in maniera cronologica. Vengono mostrati tutti i cicli di modifica periodica dei distretti dal 1973 ad oggi.
| Anno      | Cartina dello stato | Dettaglio di Atlanta |
| --------- | ------------------- | -------------------- |
| 1973–1982 |                     |                      |
| 1983–1992 |                     |                      |
| 1993–1996 |                     |                      |
| 1997–2002 |                     |                      |
| 2003–2006 |                     |                      |
| 2007–2013 |                     |                      |
| 2013–2023 |                     |                      |
| Dal 2023  |                     |                      |

## Distretti obsoleti
- Distretto congressuale at-large della Georgia